# Rilakkuma et Kaoru
Rilakkuma et Kaoru (リラックマとカオルさん, Rirakkuma to Kaoru-san) est une série d'animation japonaise en stop-motion produite par Dwarf Studio en collaboration avec San-X. Les treize épisodes sont diffusés sur Netflix le 19 avril 2019.

## Synopsis
La série relate les aventures de l'ourson Rilakkuma et de sa co-locatrice Kaoru.

## Personnages
Rilakkuma (リラックマ, Rirakkuma)
Korilakkuma (コリラックマ, Korirakkuma)
Kiiroitori (キイロイトリ)
Kaoru (カオルさん, Kaoru-san)
Voix japonaise : Mikako Tabe, voix française : Barbara Beretta
Hayate (ハヤテくん, Hayate-kun)
Voix japonaise : Takayuki Yamada, voix française : Baptiste Lecaplain
Tokio (トキオ)
Voix japonaise : Souki Matsumoto, voix française : Sauvane Delanoë
Sayu (サユ)
Voix japonaise : Mai Kanazawa, voix française : Marie-Laure Beneston

## Production

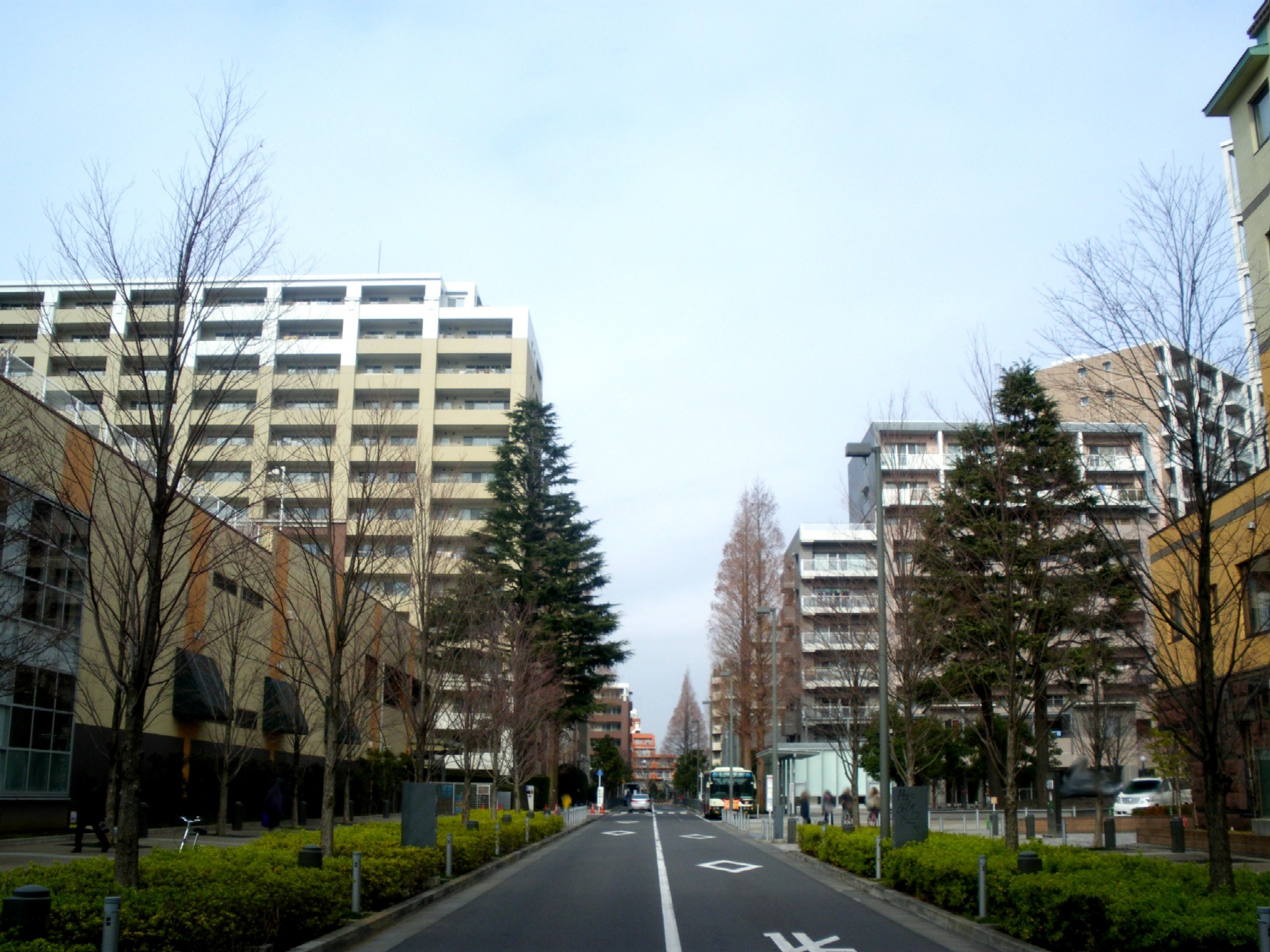
Ogikubo, qui a inspiré en partie la ville fictive Ogigaya.

Le projet original est proposé à Netflix en 2016. Un film d'animation en stop motion basé sur le personnage Rilakkuma de la société San-X est annoncé en 2017 et prévu pour une sortie en 2018.
Le réalisateur Masahito Kobayashi s'est inspiré des films de Wes Anderson, tels que Fantastic Mr. Fox et L'Île aux chiens. Le personnage de Kaoru, qui apparaît comme personnage d'arrière-plan dans la série de bande dessinée Rilakkuma, est dessiné et développé à partir de l'expérience du personnel féminin de l'équipe. La ville fictionnelle dans laquelle se déroule l'histoire, Ogigaya, est un mélange des quartiers Ogikubo (en) et Asagaya à Tokyo. Dix décors différents sont construits, dans lesquels l'équipe du film produit simultanément environ 10 secondes d'animation par jour.
En 2018, Netflix annonce que la série sera disponible le 19 avril 2019 avec Mikako Tabe pour doubler Kaoru. Les personnages créés pour la série, Tokio, Hayate, et Sayu, sont présentés le 27 mars 2019.

## Épisodes
| No | Titre de l’épisode en français | Titre original de l’épisode | Date de 1re diffusion |
| -- | ------------------------------ | --------------------------- | --------------------- |
| 1  | Cerisiers en fleurs            | 花見 Hanami                 | 19 avril 2019         |
| 2  | Kidnappé                       | こいのぼり Koinobori        | 19 avril 2019         |
| 3  | La saison des pluies           | 梅雨 Tsuyu                  | 19 avril 2019         |
| 4  | Les feux d'artifice            | 夏祭り Natsu Matsuri        | 19 avril 2019         |
| 5  | La fille fantôme               | お盆 Obon                   | 19 avril 2019         |
| 6  | La diseuse de bonne aventure   | 占い Uranai                 | 19 avril 2019         |
| 7  | Au régime                      | ダイエット Daietto          | 19 avril 2019         |
| 8  | Au travail                     | アルバイト Arubaito         | 19 avril 2019         |
| 9  | Le bonhomme de neige           | 雪だるま Yukidaruma         | 19 avril 2019         |
| 10 | Hawaï                          | ハワイ Hawai                | 19 avril 2019         |
| 11 | Nuit d'insomnie                | 星空 Hoshizora              | 19 avril 2019         |
| 12 | Le premier jour                | 出会い Deai                 | 19 avril 2019         |
| 13 | Le déménagement                | 引っ越し Hikkoshi           | 19 avril 2019         |

## Réception
La saison 1 obtient un score de 92 % sur Rotten Tomatoes.